# Meursac
Meursac település Franciaországban, Charente-Maritime megyében. Lakosainak száma 1544 fő (2022. január 1.). Meursac Corme-Écluse, Grézac, Montpellier-de-Médillan, Rétaud, Saint-Romain-de-Benet, Thaims és Thézac községekkel határos.

## Népesség
A település népességének változása:
| Lakosok száma | 975  | 909  | 922  | 1100 | 1435 | 1452 | 1489 | 1530 | 1536 | 1544 |
|               | 1968 | 1982 | 1990 | 2006 | 2013 | 2015 | 2017 | 2019 | 2020 | 2022 |